# 南京基督教新教
基督教新教自19世纪传入南京。

## 历史
第一个在南京建立长期传教事业的是内地会传教士童跟福（G.Duncan）。1867年，在太平天国战争平息之后不久，他只身进入南京，在鼓楼的一座寺庙租屋居住，其开创工作颇为艰难。直到1882年，内地会将南京工作转让给新来的其他差会。
此后，基督教新教约有20个教派陆续传入南京，包括：
1. 美北长老会：1874年传入南京。1875年先在门东的边营建立了第一座教堂（1890年由原房主赎回）。1882到1883年，传教士李满在城西四根杆子建造可容百人的四根杆子礼拜堂。该堂在1930年代扩建为汉中堂（莫愁路392号）。李满师母在此开办明德女书院，即明德女子中学的前身。美北长老会还在南京城内建立了沛恩堂（户部街49号，1893年）、城南颜料坊教堂（晚清，后卖给信义会）、双塘教堂（双塘路41号、双乐园5号，1913）、半边营教堂以及府东支堂、红纸廊支堂，郊区建立了天句堂（句容四牌楼大街，1909年）、淳化堂（1912年）、铜井福音堂（1916年）、溧阳堂（1920年）、湖熟镇分堂（1945年）、天王寺教堂、慈湖支堂。
2. 美以美会：1881年，美以美会在南京开设医院。后来陆续开辟有城中会堂（估衣廊81号，1882年）、卫斯理堂（讲堂大街，即昇州路111号，1893年）、南门外西街等。郊区建立了江宁镇福音堂、秣陵关福音堂、上新河福音堂（上新河北大街42号）、陶吴镇、小丹阳教堂。1887年，沙德纳在在估衣廊以西的干河沿（今中山路东侧），开办畲清女塾，即汇文女子中学（今人民中学）的前身。1888年，美以美会华中布道年会又在干河沿（今中山路西侧），设立汇文书院（今金陵中学），该校为金陵大学的基础之一。
3. 基督会：1886年，基督会第一位来华传教士马林医生进入中国，他将第一个传教站选择在南京。次年，美在中也来到南京。马林在鼓楼南坡（鼓楼公园1号）、花市大街（中华路中华路344号，邻近长乐路）和下关惠民桥建立了3座教堂，并在鼓楼坡下创立了鼓楼医院和基督书院（1891年）。基督书院由美在中担任校长，该校为金陵大学的基础之一。
4. 贵格会：1887年12月14日女传教士义白礼自美国俄亥俄州来华，传入南京，1891年创办培珍女校，1895年在慈悲社开办贵格医院。1908年在慈悲社8号建成贵格会灵恩堂。聘请华人高师竹为第一任牧师。分堂两处，分别为大中桥福音堂（琥珀巷30号，1929年）以及迈皋桥福音堂（长营村1-2号，1947年）。贵格会于1898年传入六合县，在县城前街96号建立教堂，1925年又在陈桥、瓜埠、随家湾、太平集四处乡镇设立福音堂。
5. 来复会：1897年，来复会在美国波士顿成立。最早的来华传教士慕向荣（G. H. Malone）夫妇进入中国，他们在南京开辟第一个传教站，1898年设总堂，先在城北来子庵、洪武街，石婆婆巷，来复会堂1902年设于大石桥18号。1899年开办一所兼收男女孩的很强的工艺学校，教授制造家具和床垫，纺织，裁缝，铜器，面包等。进入20世纪后，来复会从南京扩展到安徽省的芜湖(1901) 和巢县 (1907) 。
6. 美国圣公会：1909年美国传教士季盟济、马骥进入南京，1912年在门帘桥（太平南路386号）建造圣保罗堂，后来又设立道胜堂（下关中山北路408号，1915年），以及神工堂（浦镇新街27号，1916年）、救恩堂（湖南路111号，1933年或1949年）、复活堂（浦口码头东巷101号，1935年）、宁海路堂（鼓楼新村6号，1938年）天恩堂。
7. 基督复临安息日会：1910年，美国传教士毕胜道进入南京，设有高楼门堂（高楼门28号，1910年）、白下路堂（白下路140号，1911年）。
8. 浸礼会：1935年元旦，南京粤语浸信会堂在游府西街71号成立。1948年又建立马台街福音堂（马台街135号）。
9. 神召会：1920年由马兆瑞创建神召会堂于小粉桥1号。
10. 远东宣教会
11. 救世军：1935年成立于中华路140号。
12. 南京灵粮堂：趙世光创立于1944年，1946年，南京信徒魏修征女士捐献第六区云南路26号（五条巷）地产。1950年建造教堂。
13. 地方教会：见南京地方教会。起源于1926年，由李渊如和汪佩真开始。1936年，倪柝声派唐守临恢复。抗战后在中山东路祠堂巷聚会，1950年代初兴建鼓楼头条巷聚会所。
14. 真耶稣教会：1919年-1950年间陆续在南京建立鸡鹅巷区会（鸡鹅巷114号）、剪子巷区会（剪子巷9号）、浦口区会（阳沟东巷11号）、瓦厂街区会（瓦厂街51号）、镇江路区会（察哈尔路18-11号）、西所村区会（西所村一道街10号）。
15. 圣洁教会：在南京建有大香炉堂（大香炉34号，1927年）、浦口教堂（浦口东门左所大街164号，1932年）。
16. 信义会：1946年进入南京，购得原长老会城南颜料坊教堂（颜料坊53号）。

## 现状
南京是在1949年以前西方传教士超过100人的少数中国城市之一，有20多座教堂和另外50处聚会场所。

今天，南京是中国基督教的全国性中心之一，拥有2所神学院：唯一在全国招生的金陵神学院，以及江苏圣经专科学校；印刷圣经的爱德印刷公司和基督教社会服务机构爱德基金会也都设在南京。

全市可统计的基督教信徒为15万人，最重要的几处聚会场所包括：位于太平南路396号的圣保罗堂（原属圣公会）、位于莫愁路390号的莫愁路堂（原名中华基督教会汉中堂）、位于江苏路60号的江苏路堂（原名灵光堂）、鼓楼头条巷聚会场所（位于北京西路2-2号）等。

南京基督教的一个特点是，召會、真耶稣教会和基督复临安息日会三个教派规模较大，其中南京地方教会的信徒达到4,000人，拥有鼓楼头条巷聚会场所；真耶稣教会信徒达到3,200人；基督复临安息日会也有1,100人，一度设于太平南路聚会场所（太平南路396号副堂），已在高楼门建成现代风格的天城堂。位于河西新区的圣训堂现为南京市最大的基督教新教教堂，主堂可容纳5,000人聚会。